# Station Avallon
Station Avallon is een spoorwegstation in de Franse gemeente Avallon.